# (6361) Koppel
(6361) Koppel  es un asteroide del cinturón principal perteneciente al cinturón de asteroides, región del sistema solar que se encuentra entre las órbitas de Marte y Júpiter.
Fue descubierto el 7 de noviembre de 1978 por Eleanor F. Helin y Schelte John Bus  desde el observatorio Palomar.

## Designación y nombre
Designado provisionalmente como 1978 VL11 fue nombrado en honor de Thomas Koppel (1944-2006), músico danés que comenzó como pianista y compositor clásico. Compuso el ballet Triumph of Death , y más tarde fundó el grupo de rock Savage Rose, que fusionó elementos de la música clásica, el jazz y el blues, y expresó un profundo compromiso con la justicia social.

## Características orbitales
(6361) Koppel está situado a una distancia media del Sol de 2,419 ua, pudiendo alejarse hasta 2,810 ua y acercarse hasta 2,028 ua. Su excentricidad es 0,162 y la inclinación orbital 5,721 grados. Emplea 1374,00 días en completar una órbita alrededor del Sol.

## Características físicas
La magnitud absoluta de (6361) Koppel es 13,46. Tiene 3,642 km de diámetro y su albedo se estima en 0,413.